# Добротяса
Добротяса (рум. Dobroteasa) — село у повіті Олт в Румунії. Входить до складу комуни Добротяса.
Село розташоване на відстані 143 км на захід від Бухареста, 39 км на північ від Слатіни, 66 км на північний схід від Крайови, 137 км на південний захід від Брашова.

## Населення
За даними перепису населення 2002 року у селі проживали 1370 осіб, усі — румуни. Усі жителі села рідною мовою назвали румунську.